# Miss Hokusai
Miss Hokusai (jap. 百日紅 Sarusuberi) – manga autorstwa Hinako Sugiury, publikowana na łamach magazynu „Manga Sunday” wydawnictwa Jitsugyō no Nihon Sha w latach 1983–1987.
Na jej podstawie powstał film anime w reżyserii Keiichiego Hary, którego premiera odbyła się w maju 2015.

## Tytuł
Japoński tytuł mangi to sarusuberi (jap. 百日紅), czyli japońska nazwa lagerstremii indyjskiej. Sugiura wyjaśniła, że w kulturze japońskiej zwracano uwagę na to, że drzewo to kwitnie obficie, a jednocześnie jego kwiaty szybko opadają. Autorka porównała witalność tej rośliny do ducha ukiyo-e.

## Fabuła

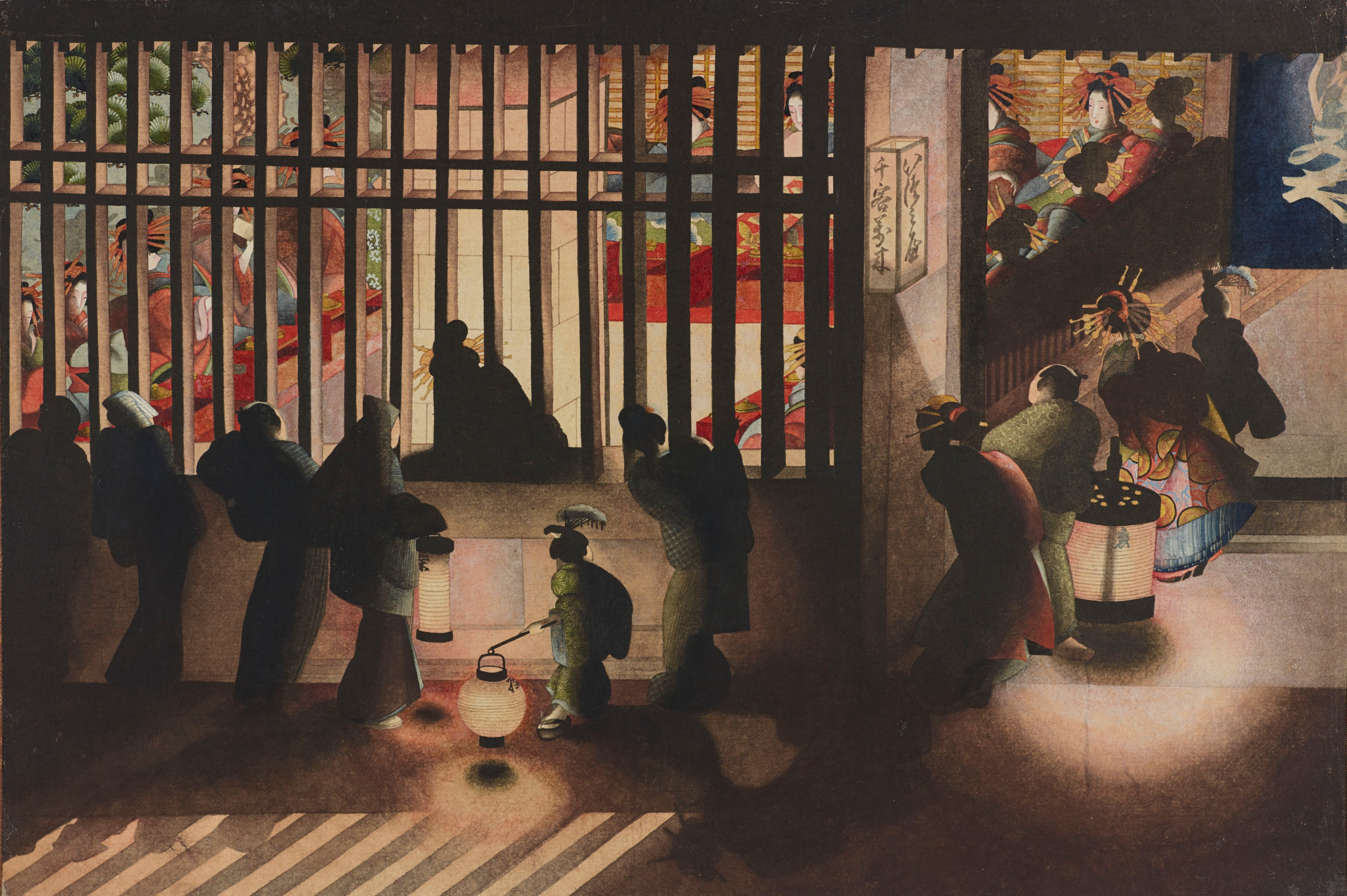
Obraz Yoshiwara Gekisen-no-matsuki autorstwa Katsushiki Ōi, który pojawiła się w napisach końcowych

Historia mangi składa się z wątków, które niekoniecznie są ze sobą powiązane. Przedstawiają one O-Ei i jej życie w Edo, gdzie pracuje w pracowni swojego ojca.
Historia anime rozpoczyna się w Edo w 1814 roku, podczas okresu Edo. O-Ei jest jedną z czterech córek malarza Tetsuzo, który później stał się znany jako Hokusai. Akcja filmu toczy się, gdy O-Ei osiąga dorosłość, a jej ojciec, mający około pięćdziesięciu lat, jest już uznanym artystą w swoim kraju. Tetsuzo słynie ze swoich niezwykłych umiejętności malarskich, takich jak namalowanie Wielkiego Darumy czy dwóch wróbli na ziarnku ryżu. O-Ei odziedziczyła talent i upór po ojcu. Pracownia, w której oboje tworzą, jest całkowicie zagracona. O-Ei często maluje przy swoim biurku, nie podpisując swoich prac, aby ukończyć zamówienia, przez co nie otrzymuje żadnego uznania za swój talent.
Film przeplata epizody z życia O-Ei, jej ojca oraz odwiedzających ich malarzy, w szczególności Zenjirō Ikedy (Keisai Eisen), który później stał się znany ze swoich bijin-ga, oraz Kuninao Utagawy. W kilku scenach pojawiają się elementy mitologii japońskiej i buddyzmu. Po tym, jak O-Ei przypadkowo uszkadza malowidło smoka japońskiego, które jej ojciec miał dostarczyć następnego dnia, musi sama namalować smoka na nowo. W nocy wybucha gwałtowna burza, a smok zstępuje z chmur. Można to powiązać z historią z okresu dynastii Tang, opisującą technikę uchwycenia smoka w malarstwie. W filmie ukazany jest także motyw ikiryō – na przykład, gdy astralne dłonie Tetsuzo odlatują lub kiedy badają plotki o słynnej oiran z dzielnicy Yoshiwara, której astralna głowa próbuje opuścić ciało w nocy. Pojawia się również temat Szkoły Czystej Krainy Amitabhy. Żona jednego z mecenasów zaczyna tracić zmysły przez obraz jigoku (buddyjskiego piekła) namalowany przez O-Ei. Tetsuzo zauważa, że jego córka „nie dokończyła” malowidła i uzupełnia je postacią Ksitigarbhy, co przynosi kobiecie spokój. Budda pojawia się ponownie wraz z dwoma Bodhisattwami w sekwencji snu.
Film eksploruje również relacje między Tetsuzo, O-Ei i jej przyrodnią siostrą O-Nao, pochodzącą z pierwszego małżeństwa jej ojca. O-Nao jest niewidoma od urodzenia i chorowita, jednak Tetsuzo, który boi się śmierci i chorób oraz nienawidzi ludzi chorych, nigdy jej nie odwiedza. O-Ei opiekuje się siostrą, zabierając ją na most Ryōgoku, gdzie opisuje jej krajobrazy oraz pozwala dotykać, słuchać i odczuwać otaczający świat. Kiedy O-Nao zapada na ciężką chorobę, O-Ei przekonuje ojca, by w końcu ją odwiedził. Tetsuzo nawet maluje obraz bóstwa opiekuńczego, jednak dziewczynka nie wraca do zdrowia i umiera. Po śmierci siostry w pracowni pojawia się silny podmuch wiatru. Na podłodze pozostaje jedynie pojedynczy kwiat tsubaki, który O-Ei kiedyś jej podarowała.
O-Ei pozostaje niezamężna i nie interesuje się romantycznymi związkami. Jeden z malarzy, który często odwiedza jej ojca, okazuje jej zainteresowanie, jednak O-Ei darzy uczuciem innego mężczyznę. Próbuje go zdobyć i nawet podejmuje nietypowy dla siebie wysiłek – ubiera się elegancko, by pójść z nim na przedstawienie. Ostatecznie jednak rezygnuje z tego uczucia, gdy widzi go z inną kobietą. Ojciec powierza jej zlecenia na erotyczne ryciny shunga, lecz klienci zarzucają jej, że jej rysunki są zbyt chłodne i pozbawione pasji. Aby zdobyć doświadczenie, które mogłoby poprawić jej technikę w malowaniu erotyki, O-Ei odwiedza męską prostytutkę. Jednak ostatecznie pozostaje obojętna wobec seksualności.
Film kończy się przedstawieniem losów głównych bohaterów. Tetsuzo, który stał się znany jako Hokusai, zmarł w wieku 90 lat. Na łożu śmierci pokornie ubolewał, że gdyby tylko mógł żyć jeszcze 5–10 lat, mógłby stać się wielkim artystą. Zenjirō zdobył pewną sławę jako malarz kobiet, jednak zmarł rok przed Tetsuzo. O-Ei wyszła za mąż, ale jej małżeństwo nie przetrwało. Powróciła do warsztatu ojca i przeżyła go o dziewięć lat. Pewnego letniego dnia w 1857 roku wyszła na spacer i zniknęła. Dokładne okoliczności oraz miejsce jej śmierci pozostają nieznane.

## Obsada
| Postać             | Seiyū             |
| ------------------ | ----------------- |
| O-Ei               | Anne Watanabe     |
| Katsushika Hokusai | Yutaka Matsushige |
| Ikeda Zenjiro      | Gaku Hamada       |
| Utagawa Kuninao    | Kengo Kōra        |
| Koto               | Jun Miho          |
| O-Nao              | Shion Shimizu     |
| Iwakubo Hatsugoro  | Michitaka Tsutsui |

## Manga
Hinako Sugiura rozpoczęła pracę nad mangą w wieku 25 lat. Seria była publikowana w magazynie „Manga Sunday” wydawnictwa Jitsugyō no Nihon Sha w latach 1983–1987, a całość została zebrana w 3 tankōbonach. Postać O-Ei jest uważana przez reżysera Keiichiego Harę za awatara twórczyni.

## Film anime
Film został zapowiedziany 24 kwietnia 2014. Za produkcję odpowiada studio Production I.G, reżyserią zajął się Keiichi Hara, a scenariusz napisała Miho Maruo. Podczas pracy nad adaptacją Hara postanowił skupić się na postaci O-Ei, której rola zyskuje na znaczeniu wraz z rozwojem fabuły mangi. Wprowadzono również oryginalne sekwencje w środkowej i końcowej części filmu. Rozszerzono także wątek niewidomej młodszej siostry, O-Nao. Premiera w japońskich kinach odbyła się 9 maja 2015.
W Polsce pokazy filmu miały miejsce podczas 16. edycji Międzynarodowego Festiwalu Filmów Animowanych Animator.

## Odbiór
W agregatorze opinii Rotten Tomatoes, 93% z 58 recenzji krytyków jest pozytywnych, a średnia ocena wynosi 7,3/10. Konsensus na stronie brzmi: „Miss Hokusai rozświetla życie i twórcze dziedzictwo swojej genialnej bohaterki w pięknie animowanej biografii, której wciągające wizualia dorównują narracyjnej gracji”.
Boyd van Hoeij z The Hollywood Reporter nazwał film „epizodycznym, ale niezwykle bogatym anime”.

### Wyróżnienia
| Rok  | Nagroda                                             | Kategoria                                                         | Nominacja    | Rezultat  | Źródło |
| ---- | --------------------------------------------------- | ----------------------------------------------------------------- | ------------ | --------- | ------ |
| 2015 | Międzynarodowy Festiwal Filmów Animowanych w Annecy | Nagroda jury                                                      | Miss Hokusai | Wygrana   | [ 13 ] |
| 2015 | Międzynarodowy Festiwal Filmowy Fantasia            | Nagroda publiczności dla najlepszego filmu animowanego            | Miss Hokusai | Wygrana   | [ 14 ] |
| 2015 | Międzynarodowy Festiwal Filmowy Fantasia            | Nagroda Satoshiego Kona                                           | Miss Hokusai | Wygrana   | [ 14 ] |
| 2015 | Międzynarodowy Festiwal Filmowy Fantasia            | Nagroda Sequences                                                 | Miss Hokusai | Wygrana   | [ 14 ] |
| 2015 | Asiagraph                                           | Nagroda Tsumugi                                                   | Miss Hokusai | Wygrana   | [ 15 ] |
| 2016 | Nagrody filmowe Mainichi                            | Najlepszy film animowany                                          | Miss Hokusai | Wygrana   | [ 16 ] |
| 2017 | Nagrody Annie                                       | Najlepsza animacja niezależna                                     | Miss Hokusai | Nominacja | [ 17 ] |
| 2017 | Nagroda Satelita                                    | Najlepszy film animowany lub produkcja wykorzystująca live-action | Miss Hokusai | Nominacja | [ 18 ] |